# NGC 6090
NGC 6090 este o interacțiune de galaxii situată în constelația Dragonul. A fost descoperită în 24 iunie 1887 de către Lewis A. Swift. Se află la o distanță de 131,2 de megaparseci de Pământ.